# Concerto di musici in costume
Concerto di musici in costume è un dipinto a olio su tela (63,4x47,6 cm) realizzato nel 1626 dal pittore Rembrandt Harmenszoon Van Rijn.
È conservato nel Rijksmuseum di Amsterdam. L'opera è firmata e datata "RH. 1(6)26".
Nel dipinto, un'anziana donna ascolta attenta tre musici; in primo piano, dei libri preziosi, un liuto, una viola da gamba e un'arpa; sullo sfondo, un quadro raffigurante la Fuga di Lot da Sodoma.
Il dipinto è correntemente ritenuta come opera giovanile di Rembrandt, nonostante lo stile insolito e un soggetto che si discosta da quelli preferiti dall'artista.